# Bermersheim vor der Höhe
Bermersheim vor der Höhe település Németországban, Rajna-vidék-Pfalz tartományban. Lakosainak száma 391 fő (2023. december 31.).

## Népesség
A település népességének változása:
| Lakosok száma | 274  | 378  | 394  | 383  | 387  | 375  | 391  |
|               | 1975 | 2014 | 2017 | 2019 | 2021 | 2022 | 2023 |